# Neotrichia delgadeza
Neotrichia delgadeza är en nattsländeart som beskrevs av Harris och Davenport 1992. Neotrichia delgadeza ingår i släktet Neotrichia och familjen smånattsländor. Inga underarter finns listade i Catalogue of Life.